# 素人歌舞伎
素人歌舞伎（しろうとかぶき）は、専業俳優以外の役者によって上演される歌舞伎。有名な歌舞伎の演目（特に時代物）を演じるのが一般的である。
近代（昭和初期）以前からの歴史を持つものは、地元の祭礼における奉納行事として行われる例が多い。また、それらとは別に地域活性化のために新たに発足された例もある。

## 種類
農民歌舞伎
- 農村歌舞伎、地芝居、村芝居、とも呼ばれる。江戸～明治時代に農民によって行われていた素人歌舞伎。又は、その伝統を現在に継承、又は復活させた歌舞伎。後者は現在の団員の職業構成が都市型地芝居と同様の場合にも農民歌舞伎に分類（横浜、神戸、等）。

都市型地芝居
- 都市部において、上記の農民歌舞伎の伝統と無関係に発足した素人歌舞伎。曳山歌舞伎も、これの一種。

子供歌舞伎
- わらべ歌舞伎、稚児歌舞伎、とも呼ばれる。中学生以下の少年少女だけで上演する歌舞伎。

## 全国の主な素人歌舞伎
農：農民歌舞伎、都：都市型地芝居、曳：曳山歌舞伎　※：子供歌舞伎
- 北海道
  - 不定期：篠路歌舞伎（札幌市北区、農）※
- 東北
  - 不定期：花木座（仙台市青葉区、都）
  - 6月第2日曜日：鮭川歌舞伎（鮭川村、農）※
  - 7月22日、7月23日：会津田島祇園祭（南会津町、曳）※
  - 5月12日、8月18日、9月第1土曜：檜枝岐歌舞伎（檜枝岐村、農）
  - 9月の敬老の日前日の日曜日：柳橋歌舞伎（郡山市、農）
  - 9月の敬老の日前日の日曜日：森岳歌舞伎（秋田県三種町、農）
- 北関東
  - 4月中旬：小鹿野春祭り（小鹿野町、農）※
  - 7月第4週：山あげ祭り（那須烏山市、都、移動式屋外舞台（曳山の異型））　ユネスコ無形文化遺産「山・鉾・屋台行事」登録
  - 11月下旬：赤城村伝統歌舞伎（渋川市、農）※
  - 12月3日：秩父夜祭り（秩父市、曳）※　ユネスコ無形文化遺産「山・鉾・屋台行事」登録
- 南関東
  - 2月上旬、5月上旬：新富座こども歌舞伎（鐵砲洲稲荷神社）（東京都中央区、都）※
  - 10月中旬：大谷歌舞伎（海老名市、農）
  - 11月上旬：入谷歌舞伎（座間市、農）
  - 不定期：いずみ歌舞伎（横浜市泉区、農）
- 甲信越
  - 不定期：片野尾歌舞伎（佐渡市、農）※
  - 不定期：中尾歌舞伎（伊那市、農）
  - 4月下旬：祢津東町歌舞伎（東御市、農）
  - 5月3日：大鹿歌舞伎　春の定期公演（大鹿村、農）
  - 10月第三日曜日：大鹿歌舞伎　秋の定期公演（大鹿村、農）
  - 11月23日：下條歌舞伎　秋の定期公演（下條村、農）
  - 12月第1日曜日：内船歌舞伎（南部町、農）※
- 北陸
  - 4月29・30日：出町子供歌舞伎曳山車（砺波市、曳）※[注 1]
  - 5月中旬：お旅まつり（小松市、曳）※
    - 日本こども歌舞伎まつりin小松（お旅まつりに合わせて開催、農、都）※
- 東海
  - 4月下旬：黒川の東座（白川町黒川、農）
  - 5月3～4日：鳳凰座（下呂市御厩野、農）
  - 5月上旬：曳山まつり（揖斐川町、曳）※
  - 10月中旬：村国座（各務原市、農）※
  - 5月2～4日：垂井曳山祭り（垂井町、曳）※
  - 8月最終土曜：美濃歌舞伎博物館 相生座（瑞浪市、農）
  - 10月第1金曜：相生座（瑞浪市、農）
  - 10月：赤坂の舞台(杉森八幡社)（豊川市、農）
  - 9月第1日曜日：かしも明治座（中津川市加子母、農）
  - 9月中旬：東白川村郷土歌舞伎公演（東白川村、農）
  - 不定期：佐見歌舞伎（白川町佐見、農）
  - 不定期：名古屋むすめ歌舞伎（名古屋市、都）
- 関西
  - 4月上旬：長浜曳山祭（長浜市、曳）※　ユネスコ無形文化遺産「山・鉾・屋台行事」登録
  - 8月中旬：松尾塾子供歌舞伎（大阪市天王寺区、都）※
  - 10月上旬：米原曳山まつり（米原市、曳）※
  - 不定期：谷上歌舞伎（神戸市北区、農）※
  - 不定期：播州歌舞伎(多可郡多可町中区、農）
  - 不定期：南光歌舞伎(佐用郡佐用町、農)※
- 中国
  - 11月中旬：横仙歌舞伎（奈義町、農）※
- 四国
  - 不定期：白鳥だんじり子供歌舞伎（東かがわ市、曳）※
  - 5月上旬：肥土山農村歌舞伎 (小豆郡小豆島町肥土山、農)※
  - 10月上旬：中山農村歌舞伎 (小豆郡小豆島町中山、農)
- 九州